# Classe Anping
Pour les articles homonymes, voir Anping (homonymie).
La classe Anping est une classe de patrouilleur de la garde côtière de Taïwan.

## Historique
La classe Anping est affectée aux missions de patrouille garde-côtière.
Elle fait l'objet d'un contrat de 12 navires, signé environ entre 2018 et 2019. Le dernier exemplaire doit être livré d'ici fin 2026. Le coût de fabrication de ces douze patrouilleurs de classe Anping revient à un montant estimé à 14,44 milliards NT$.
La fabrication est assurée par Jong Shyn Shipbuilding Company (en), sur son site de Kaohsiung.
Le premier exemplaire de cette classe de navire est baptisé le 6 septembre 2019 puis officiellement livré le 11 décembre 2020 à la garde côtière de Taïwan.

## Caractéristiques
Les navires de classe Anping, longs de 65,4 m et larges de 14,8 m, ont un déplacement nominal de 600 tonnes. Ils peuvent naviguer à une vitesse maximale de 44,5 nœuds.
La conception, à double coque, est inspirée de celle de la classe Tuo Chiang nationale,.
Le navire est équipé d'un canon à eau à haute pression d'une portée de 120 m dans le cadre de ses activités de patrouille, et intègre une tourelle automatique de canon de 20 mm et un système de lance-roquette,. Il permet l'embarquement de 16 missiles antinavire Hsiung Feng II et Hsiung Feng III, mais n'en est pas équipé,.
La conception permet au navire d'être converti en navire d'attaque rapide,.

## Liste des navires
- Anping CG601
- Chenggong CG602
- Tamsui CG603[8]
- Cijin CG605[Note 1],[8]
- Bali CG606[11]
- Ji'an CG607[Note 1],[12]
- Wanli CG609[12]
- Yong Kang CG610[13]
- Chang Bin CG611[13]

Le numéro de coque étant traditionnellement lié à la valeur de déplacement à pleine charge, ici d'environ 600 t, le premier navire est identifié en tant que CG601.

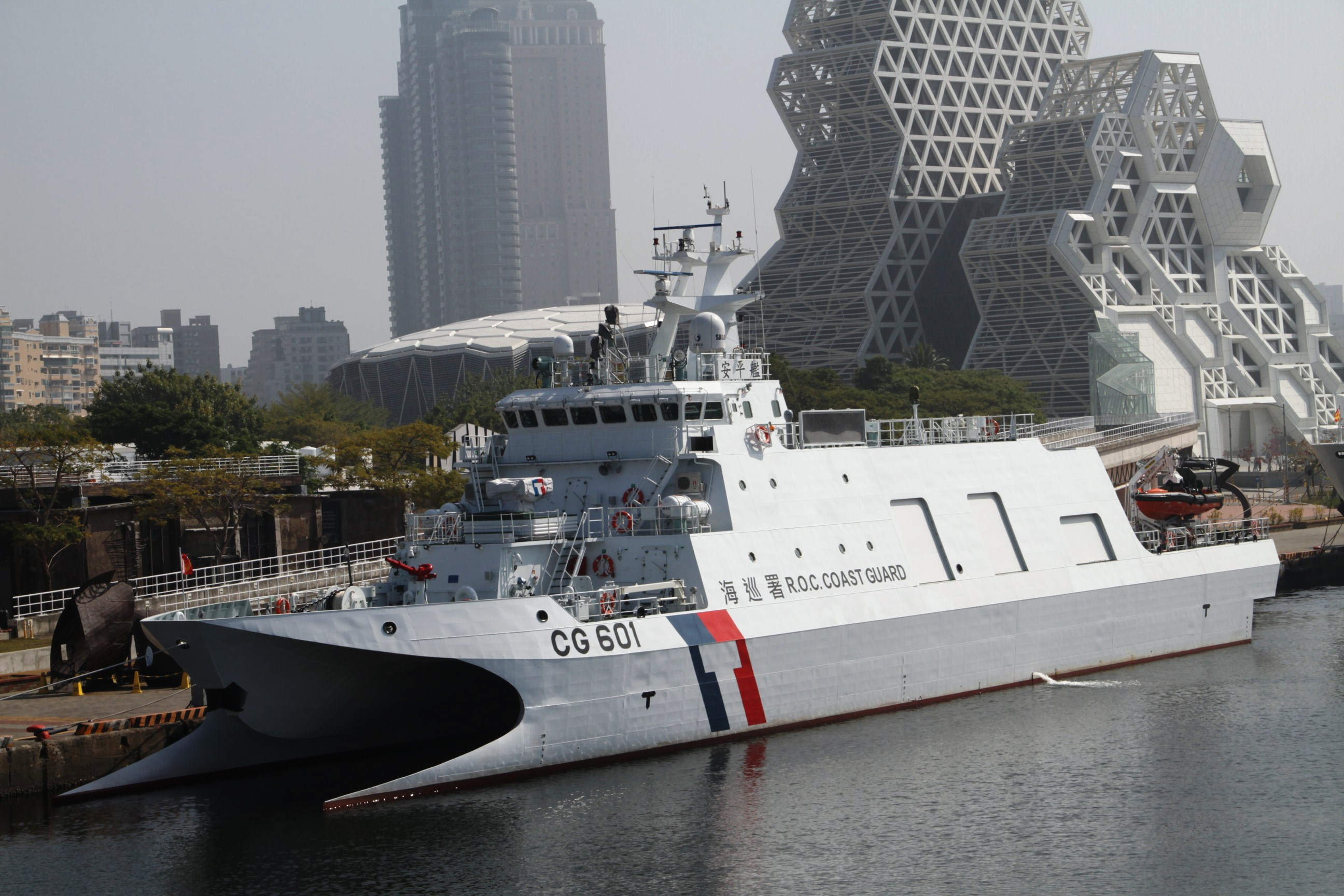
Anping CG601.
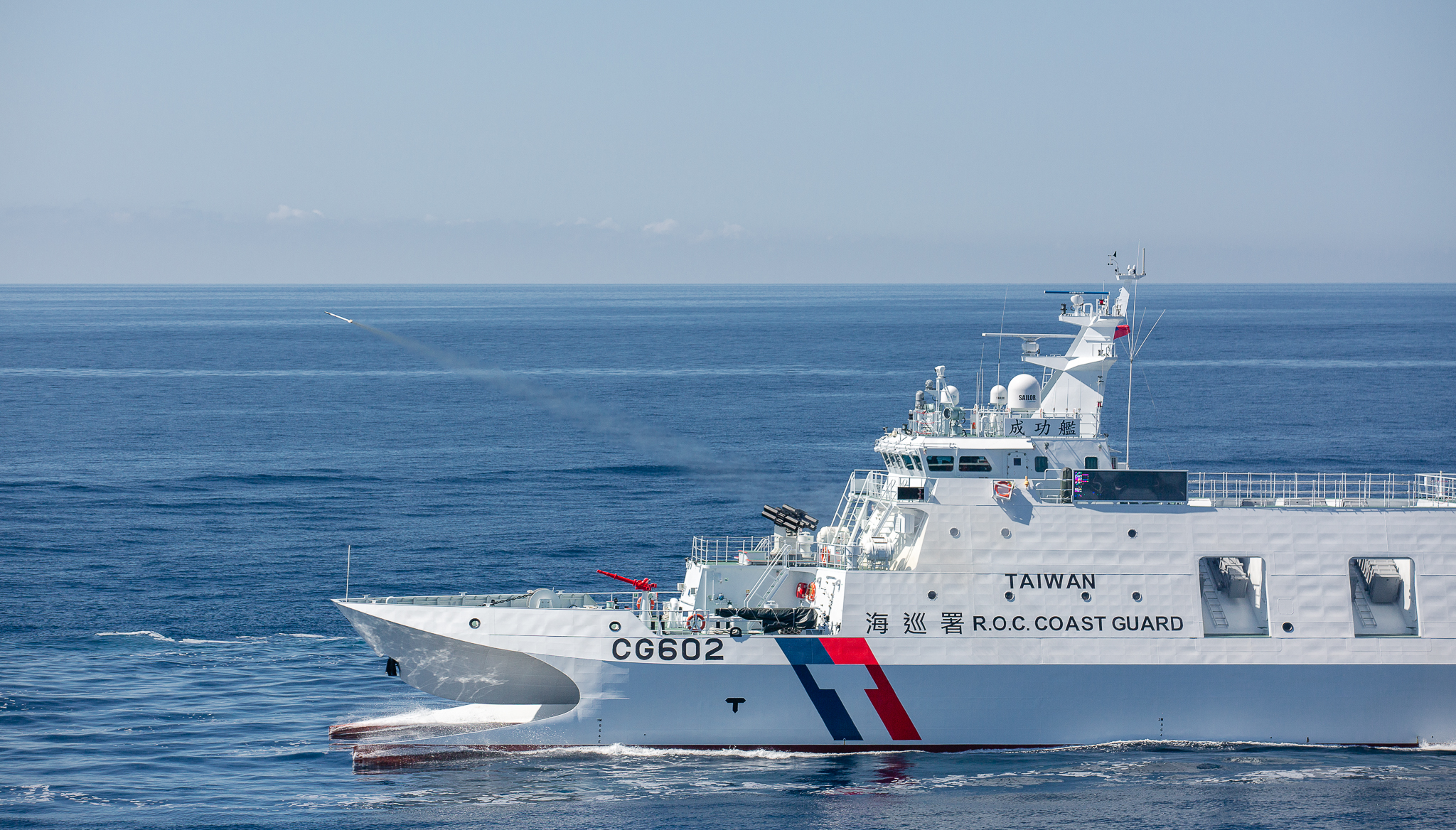
Chenggong CG602.
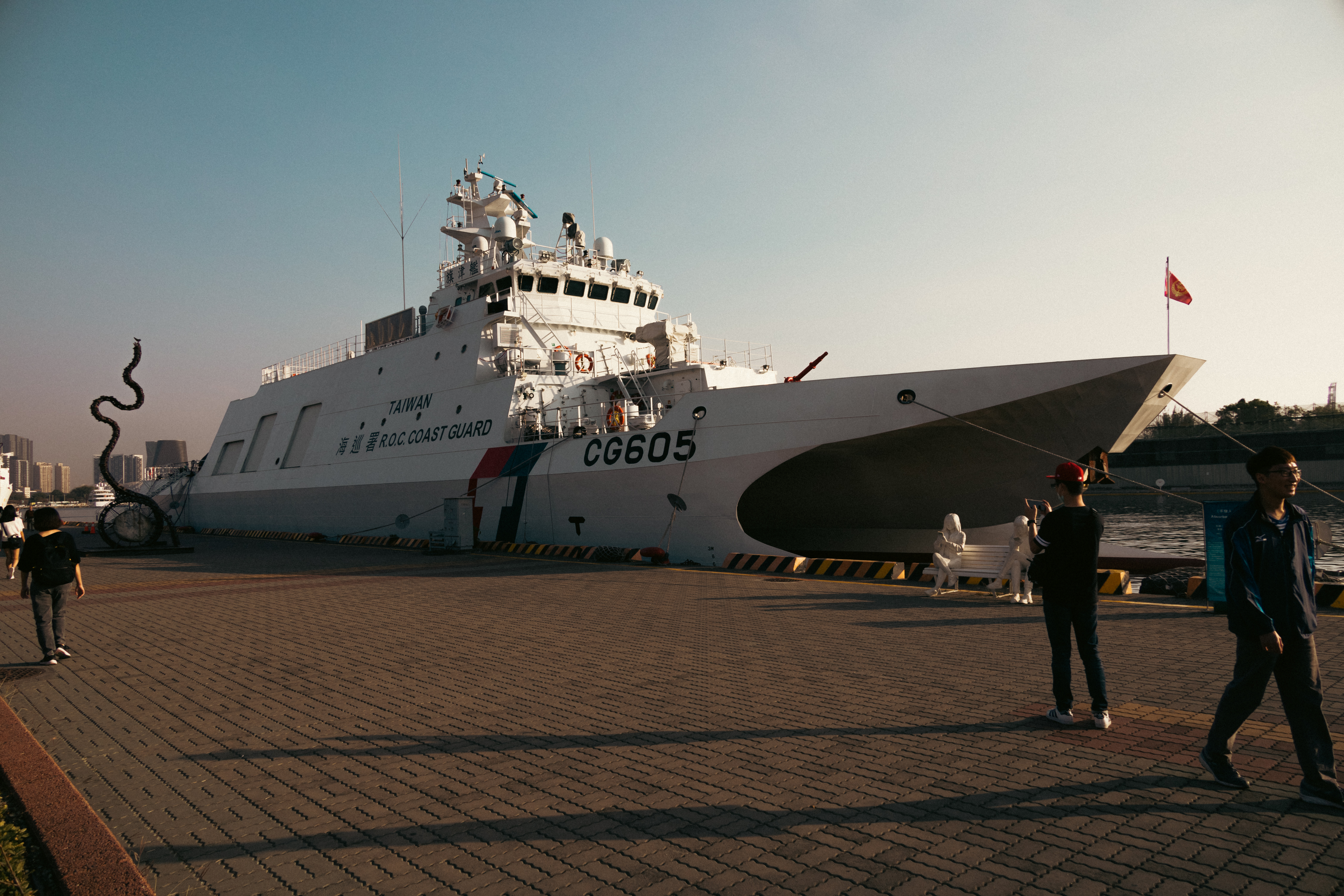
Cijin CG605.
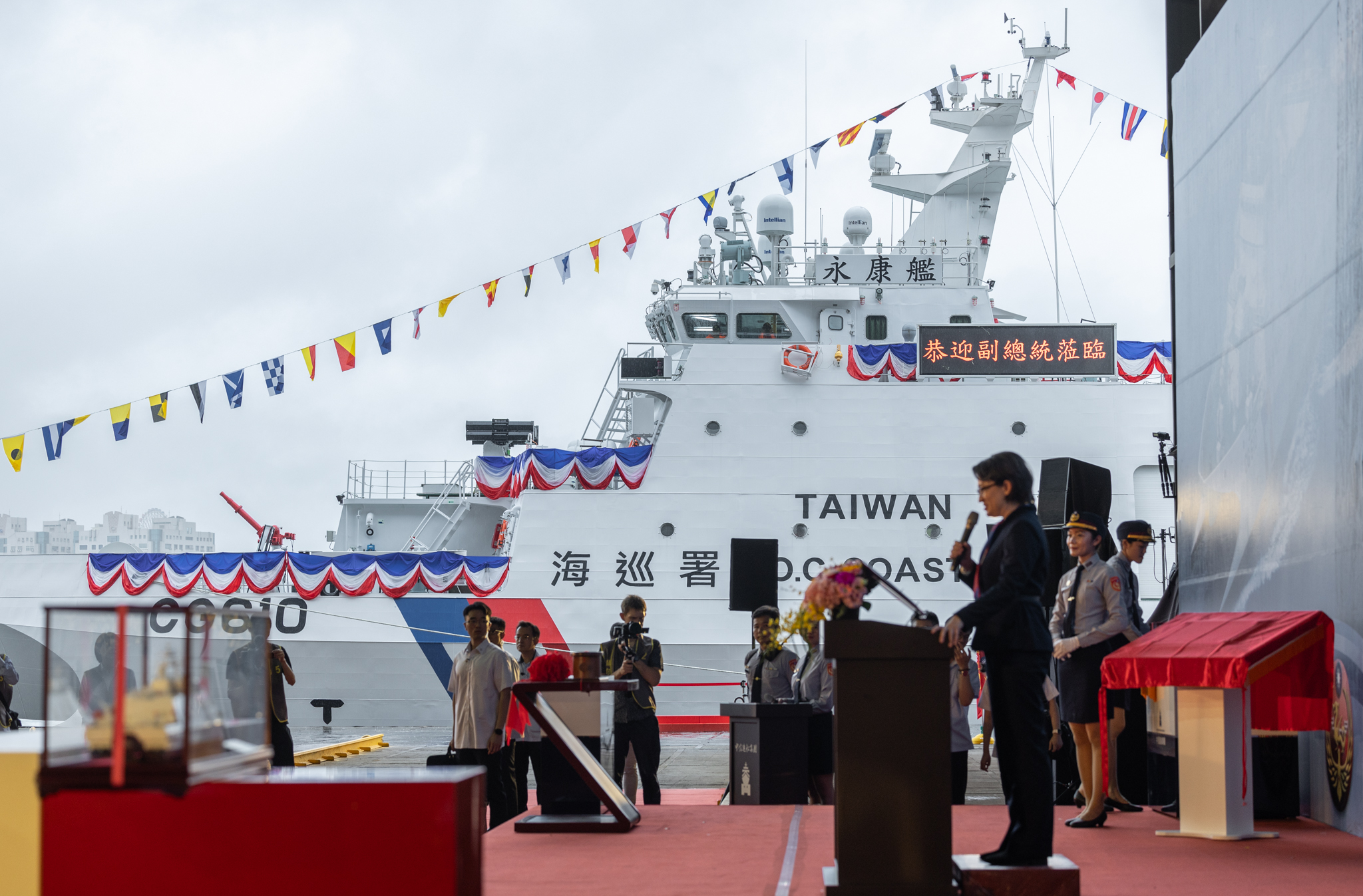
Yong Kang CG610.